# Hrabstwo Golden Valley (Dakota Północna)
Hrabstwo Golden Valley (ang. Golden Valley County) to hrabstwo w zachodniej części stanu Dakota Północna w Stanach Zjednoczonych. Hrabstwo zajmuje powierzchnię 2 596,10 km². Według szacunków United States Census Bureau w roku 2006 miało 1691 mieszkańców. Siedzibą hrabstwa jest Beach.

## Geografia
Hrabstwo Golden Valley zajmuje powierzchnię całkowitą 2 596,10 km², z czego 2 595,14 km² to powierzchnia lądowa, a 0,96 km² (0,0%) to powierzchnia wodna.

### Miejscowości
- Beach
- Golva
- Sentinel Butte